# Damjana Bratuž
Damjana Bratuž (Biglia, 31 luglio 1927 – London, 21 maggio 2025) è stata una pianista slovena.

## Infanzia
Damjana nacque in una famiglia slovena il 31 luglio 1927 a Biglia, all'epoca parte del Regno d'Italia. La madre era la proprietaria del caffè Marija Fornazarič, mentre il padre era il proprietario del caffè Rudolf Bratuž (Rudi Bratuž), cugino del compositore e direttore di coro Lojze Bratuž. Aveva una sorella minore, l'attrice Bogdana Bratuž. Trascorse l'infanzia a Gorizia, dove i genitori gestivano un caffè. Questo locale “alla viennese” nel centro cittadino era un punto d'incontro soprattutto per la comunità slovena, frequentato da intellettuali e politici, studenti e religiosi. Tra il 1932 e il 1938 frequentò la scuola elementare a Gorizia. Nel 1937 Lojze Bratuž morì in seguito alle torture fasciste, evento che segnò profondamente la piccola Damjana. Decenni dopo, conservava la sua fotografia in aula. Nel 1938 iniziò a frequentare il Ginnasio–Liceo Classico di Gorizia. Parallelamente si iscrisse alla Scuola comunale di musica di Gorizia (Scuola comunale di musica), dove studiò pianoforte, canto, danza e organo. Il suo primo insegnante di pianoforte fu il pianista Evzebio Kurelič. Teoria, solfeggio, armonia e storia della musica le furono insegnate dalla compositrice e pittrice italiana Cecilia Seghizzi. La famiglia di Damjana subì pesantemente la persecuzione fascista: le autorità chiusero per tre mesi il loro caffè; durante la seconda guerra mondiale il padre venne incarcerato due volte. Dopo la guerra fu imprigionato dalle autorità comuniste in Jugoslavia; due mesi più tardi tornò in famiglia e si impegnò nella vita politica italiana, difendendo gli interessi degli sloveni di Gorizia.

## Formazione
Nel 1945–46 frequentò il Liceo classico sloveno, dove completò gli esami finali nel 1946. In parallelo studiò al Conservatorio di musica “Giuseppe Tartini” di Trieste, diplomandosi in pianoforte nel 1947; nello stesso conservatorio superò l'esame di composizione nel 1952. Nel 1949–50 seguì corsi di perfezionamento all'Internationale Sommerakademie del Mozarteum di Salisburgo. Tra il 1949 e il 1953 studiò inoltre privatamente pianoforte e composizione a Trieste. Nel 1954 e 1955 proseguì gli studi al Conservatoire National de Musique e all'École normale de musique di Parigi, allieva della celebre Nadia Boulanger. Tra il 1946 e il 1950 insegnò pianoforte alla Glasbena matica di Gorizia; dal 1950 al 1954 e dal 1955 al 1957 fu docente di pianoforte alla Glasbena matica di Trieste. Dopo aver ottenuto una borsa Fulbright nel 1958, si trasferì negli Stati Uniti. Nel 1959 conseguì il master in pianoforte allo St. Louis Institute of Music nel Missouri. Nello stesso anno seguì ulteriori studi alla Michigan State University, a Interlochen (Michigan), nel corso di laurea Radio and Television — Writing and Production. Superata un'audizione nel 1959 presso l'Università dell'Indiana a Bloomington, si iscrisse al dottorato presso la School of Music. Per il 1962–63 ottenne una borsa internazionale dell'American Association of University Women Educational Foundation a Washington. Concluse il dottorato nel 1967, prima donna della School of Music dell'Università dell'Indiana a ottenere il titolo di Doctor of Music in letteratura pianistica e interpretazione.

## Carriera accademica e didattica
Dal 1959 al 1965 lavorò come assistente alla School of Music dell'Università dell'Indiana. Nel 1965–66 fu assistant professor al Teachers College di Emporia, in Kansas. Nel 1967 assunse una cattedra presso la University of Western Ontario a London (Ontario). Portò con sé i genitori in Canada e si prese cura di loro fino alla morte. Insegnò pianoforte e letteratura pianistica fino al 1993, tenne corsi di storia ed estetica (in particolare su Béla Bartók) e introdusse contenuti interdisciplinari (semiotica della musica, dizione italiana per cantanti, ecc.). Andata in pensione nel 1993, fu nominata Professor Emerita; rimase attiva fino al 2009 come Adjunct Research Professor.
Formò diverse generazioni di pianisti canadesi, tenne conferenze e fu membro di giurie di concorsi in tutto il Canada e negli USA (1969–2005), oltre a organizzare seminari per la Ontario Registered Music Teachers' Association (ORMTA). Lavorò anche in radio: nel 1956–57 ideò e condusse la serie settimanale Music for Our Little Ones (Glasba za naše malčke) su Radio Trieste A; nel 1973–74 preparò la serie The Well-Tempered Listener per CFPL-FM a London, Ontario.

## Ricerca e ambiti
La sua attività di ricerca si concentrò sulla semiotica della musica, sulla letteratura pianistica del Novecento e, in particolare, sull'opera di Béla Bartók. Tenne relazioni a convegni internazionali in Europa e Nord America e condusse seminari che collegavano l'interpretazione musicale con letteratura e arti visive.

## Ultimi anni e morte
Visse gli ultimi anni a London, Ontario, mantenendo stretti legami con il territorio goriziano e con la comunità slovena in Italia e in Slovenia. Non si sposò mai. Nel 2011, insieme alla sorella Bogdana Bratuž, fu nominata cittadina onoraria di Urbisaglia, dove il padre Rudolf era stato imprigionato durante la seconda guerra mondiale. Morì a London (Ontario) il 21 maggio 2025 dopo una breve malattia; è sepolta nello St. Peter’s Cemetery della città.

## Pubblicazioni selezionate
- The Folk Element in the Piano Music of Béla Bartók. University of Oklahoma, 1976.[2]
- «On Bartók's Improvisations and the Pippa Principle», in: Studies in Music, vol. II, UWO, 1977.[2]
- Béla Bartók: A Centenary Homage, Studies in Music, VI, UWO, 1981.[2]
- «Presence of Glenn Gould: the Italian Perspective», Glenn Gould: A Publication of the Glenn Gould Foundation, 1, 1999.[2]
- «Folklore and Transcendence: In Memoriam Yves Lenoir», Revue Belge de Musicologie, 58 (2004), pp. 19–22.[2]

## Riconoscimenti
- Borsa Fulbright per studi negli USA (sponsor: Institute of International Education, New York) (USA, 1958).[2][14]
- Borsa di studio post–laurea completa dell'Università del Michigan per l'Interlochen Music Camp (USA, 1959).[14]
- International Fellowship, American Association of University Women Educational Foundation (AAUW) (USA, 1962).[14]
- Bartók Centenary Award (diploma e targa commemorativa, conferiti il 7 settembre 1981 alla UWO; uno dei tre riconoscimenti attribuiti a canadesi; presentazione dell’ambasciatore ungherese Gyula Budai) (Ungheria, 1981).[2][14][17]
- Premio del Governo italiano per la ricerca presso l'Università di Bologna (Italia, 1989–1990).[14]
- Titolo di Professor Emerita, University of Western Ontario (Don Wright Faculty of Music) (Canada, 1993).[2][14]
- Cittadinanza onoraria di Urbisaglia (Italia, 2011).[2][9][14]